# Casto (nombre)
Casto es un nombre propio masculino de origen latino en su variante en español. Su significado es "casto, puro,.
Controla/modera de acuerdo con la recta razón el deseo y el uso de aquellas cosas que aportan los mayores placeres sensuales.

## Santoral
1 de julio: San Casto, obispo, mártir en Sinesse de Campania.

## Variantes
- Femenino: Casta.

### Variantes en otros idiomas
| Variantes en otras lenguas | Variantes en otras lenguas |
| -------------------------- | -------------------------- |
| Español                    | Casto                      |
| Alemán                     | Castus                     |
| Catalán                    | Cast                       |
| Checo                      | Kastus                     |
| Euskera                    | Kasta                      |
| Francés                    | Chaste                     |
| Inglés                     | Castus                     |
| Italiano                   | Casto                      |
| Latín                      | Castus                     |
| Portugués                  | Casto                      |